# Arizona (film fra 1913)
 For alternative betydninger, se Arizona (flertydig). (Se også artikler, som begynder med Arizona)
Arizona er en amerikansk stumfilm fra 1913 af Augustus Thomas.

## Medvirkende
- Robert Broderick som Henry Canby
- Cyril Scott som Denton
- Gail Kane som Bonita Canby
- William Conklin som Hodgman
- Francis Carlyle som Bonham